# Durotaxis
La durotaxis (del latín “durus” que significa duro y “taxis” que en biología significa movimiento de orientación de un organismo provocado por un estímulo externo) hace referencia al fenómeno de migración celular debido a un gradiente de rigidez de la matriz extracelular o el sustrato en el que se encuentran. 
Otros autores definen la durotaxis como el movimiento celular guiado por la rigidez y aparente preferencia por lo rígido, o la habilidad de la célula para seguir gradientes de rigidez de la matriz extracelular MEC.
Estos gradientes de rigidez en la matriz se deben a los cambios de composición, proporcionando propiedades estructurales distintas en cada zona. Dichos cambios de composición de la MEC, se basan principalmente en la concentración de colágeno, elastina y proteoglicanos en el cuerpo humano. Aportando rigidez estructural y resistencia a tracción, elasticidad, y resistencia a compresión, respectivamente. Asimismo, la disposición de estos componentes tendrá una importante influencia en dichos comportamientos. Más concretamente, la dirección que sigan las proteínas y el grado de entrecruzamiento definirán el grado de rigidez, siendo éste, más grande a mayor anisotropía y mayor grado de entrecruzamiento. 
Por ejemplo, en la matriz extracelular del cartílago un 60% del peso seco es colágeno (80% de éste es colágeno tipo II), un 25-35% del peso seco son proteoglicanos, y el 15-20% restante son otras proteínas entre ellas elastina. Dicha composición proporciona una rigidez y un módulo elástico mayor.
Debido a esos cambios de la MEC, los clústers de células seguirán una tendencia u otra de movimiento, siendo mayor hacia zonas de alta rigidez.
Cada célula por si sola está adherida a la MEC mediante integrinas, y ejerce una fuerza de contracción sobre esta que a su vez transmitirá a las células contiguas debido a la unión proteica de cadherinas que existe entre ellas. La tensión que ejercen las células sobre la matriz produce una deformación en esta, que será mayor en zonas de baja rigidez, dificultando su avance y favoreciendo el movimiento de avance en las zonas rígidas. Por ello en un lapso de tiempo, en una matriz extracelular con un gradiente de rigidez, las células que se encuentran en ella tienden a avanzar más rápido hacia la zona con mayor módulo elástico.
Por otro lado, una célula por sí sola no tiene tendencia a moverse hacia la zona de mayor o menor rigidez pues la tensión de contracción que aplica es en una zona muy local en que las propiedades del sustrato pueden considerarse homogéneas. No obstante, si el cambio de rigidez en el sustrato es muy brusco, una única célula podrá migrar hacia la zona con mayor módulo elástico si esta está situada en la interfaz del cambio.
Lo et al. demostraron este fenómeno de durotaxis para una única célula sobre un sustrato con un fuerte cambio en la rigidez y colocándola lo suficientemente cerca de la interfaz, de tal forma que la célula es capaz de sentir los diferentes módulos elásticos.
Por lo tanto, la interacción célula-célula aporta mecanismos cooperativos de orientación a largo alcance en ambientes sin fuertes cambios de rigidez, transmitiendo las fuerzas físicas a través del clúster de células que favorecerá el movimiento de las células hacia zonas de la MEC más rígidas.
Existen modelos matemáticos capaces de simular este movimiento celular según el gradiente de rigidez, donde se simula el movimiento de contracción celular llevado a cabo por los enlaces de actina y miosina, prediciendo el movimiento de los clusters de células de una MEC blanda hacia una MEC con mayor rigidez.